# Bärgslagsbladet/Arboga Tidning
Bärgslagsbladet/Arboga Tidning (Bbl/AT), svensk morgontidning som ges ut tre dagar i veckan i print (från och med 1/1 2017) och sju dagar i veckan som e-tidning i de tre kommunerna i Västra Mälardalen – Köping, Arboga och Kungsör – samt i Hedströmsdalen (norra Köping-södra Skinnskatteberg) med omnejd. Sammanlagd upplaga: cirka 11 000 exemplar.
Från början var det två skilda tidningar: Arboga Tidning som grundades 1881 och Bärgslagsbladet 1890. Den 30 oktober 1970 slogs tidningarna ihop och blev till två utgåvor av en tidning: Arboga Tidning som delas ut i Arboga med en upplaga på 3 400 exemplar och Bärgslagsbladet som delas ut i Köping och Kungsör samt Hedströmsdalen med en upplaga på 7 300. Tidningen bevakar i första hand lokala nyheter.
Tidningen ägs sedan våren 2019 av Bonnierkoncernen (80 procent) och norska Amedia (20 procent) via dotterbolaget Bonnier News Local.
Bbl/AT, FP och SA (samt tidigare även Avesta Tidning) brukar ibland gå under samlingsbeteckningen Ingress-tidningarna. Under åren 1995-2008 gavs de fem Ingress-titlarna ut i ett eget bolag, Ingress Media AB. 2008 övertogs verksamheten av Promedia som sedermera köptes upp av Stampen innan Mittmedia blev nya ägare 2015 under fyra år innan Bonniers och Amedia klev in i verksamheten.
Ansvarig utgivare och chefredaktör var tidigare Daniel Nordström, som också var ansvarig utgivare för Fagersta-Posten, Sala Allehanda och VLT, Vestmanlands Läns Tidning.
Chefredaktör och ansvarig utgivare på Bärgslagsbladet/Arboga Tidning är sedan Helena Tell, Köping, som utsågs till lokalt ansvarig för tidningen den 8 augusti 2019.

## Arboga Tidning 1881
Nya Arboga Tidning med undertiteln Tidning för Arboga stad och landsort bara i två nummer 17 juni - 26 juni 1881 och sedan Arboga Tidning från den 1 juli 1881 fram till idag. Tidningen kom en dag i veckan på fredagar 1881 och 1882, och därefter 2 dagar i veckan tisdag och fredag.1923 ökades utgivningen från två till tre dagar i veckan.

## Redaktion
Utgivningsbevis för Arboga Nya Tidning utfärdades för boktryckaren Per Erik Anderson den 11 juni 1881, som sedan gav ut denna tidning såsom fortsättning av Arboga-Posten, Litteratören Johan Lindström (sign. Saxon) övertog 7 januari 1882 utgivningsbeviset samt överlät senare 17 december 1884 till boktryckaren Karl Victor Östgren. Tidningen bytte tillbaka till titeln Arvika Tidning redan 1 juli 1881.
7 juli 1881 blev alltså ännu bara 21-årige Johan Lindström redaktör för tidningen. Under hans tid börjar tidningen ges ut två gånger i veckan i stället för en. Redan under Lindströms första år som redaktör såldes tidningen med tryckeri till boktryckare J. F. Säfberg. Den övertogs senare av boktryckare Kalle Östgren. Den 16 december 1884 lämnade Lindström redaktörsstolen och efterträddes av GM Celandet från 9 januari 1885 till 22 maj 1885. Kalle Östgren var redaktör juni 1885 till 27 november 1887 Ernst Gustaf Erikssonv var medarbetare från 1885 på Arboga Tidning och var redaktör 30 november 1887 till 15 september 1891.Han blev senare kom att bli redaktör Norrlands-Posten och Gefle-Posten. Kalle Östgren var redaktör från 18 september 1891 till 30 oktober 1891. Han efterträddes 3 november 1891 av Bengt Erland Gyllander, som var kvar på posten till 1928. Han efterträddes av Kalle Östgren junior.

## Tryckning
Tidningen trycktes hos P. E. Anderson under 1881. J. F. Säfberg tog över tryckningen 1882 samt från och med 1883 tog Östgren och Anderson över..1911 bildades Arboga Boktryckeriaktiebolag med Kalle Östgren som chef och övertog tidningen med tryckeri. 1918 flyttade man in i en egen fastighet. Efter Kalle Östgren juniors död köptes tidningen av Georg Holm och Ernst Asp från Karlskrona, som 1946 lät bygga ut fastigheten och installera en ny stereotyprotationspress. Tidningen har hela tiden tryckt med antikva som typsnitt. Tryckerierna framgår av tabellen nedan.
| Period                 | Tryckeri                                       | Ort        | Kommentar |
| 1883--1911-02-03       | Östgrens och Anderssons boktryckeri            | Arboga     |           |
| 1911-02-07--1965-10-29 | Arboga boktryckeriaktiebolag                   | Arboga     |           |
| 1965-11-01--1966-01-03 | Eskilstuna-Kurirens tryckeriaktiebolag         | Eskilstuna |           |
| 1966-01-04--1970-10-30 | Eskilstuna-Kurirens tryckeri                   | Eskilstuna |           |
| 1970-11-02--1979-01-15 | Bärgslagsbladets tryckeriaktiebolag            | Köping     |           |
| 1979-01-15--1989-05-19 | Västmanlands Läns Tidningsaktiebolags tryckeri | Västerås   |           |
| 1989-05-22--2006-04-28 | VLT Press aktiebolag                           | Västerås   |           |
| 2006-05-02--2019-12-09 | V-TAB                                          | Västerås   |           |
| 2019-12-11--2020-02-24 | Bold Printing AB                               | Kista      |           |
| 2020-02-26--           | Bold Printing Mitt AB                          | Falun      |           |